# Crambus
Crambus é um gênero de mariposa pertencente à família Crambidae.